# Schwestern vom armen Kinde Jesus

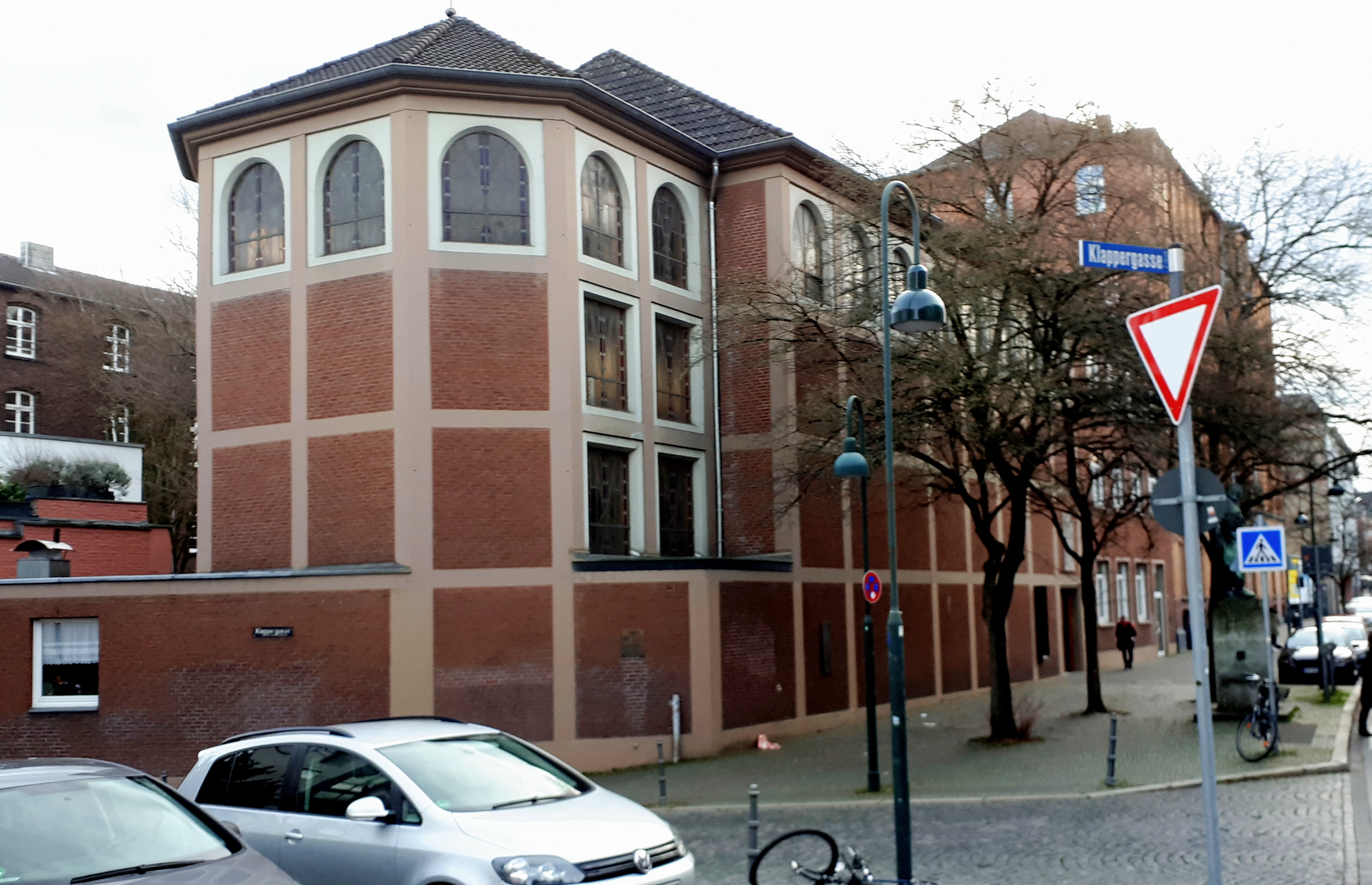
Kind-Jesus-Kapelle auf dem Gelände des vormaligen Weißfrauenklosters (2020)
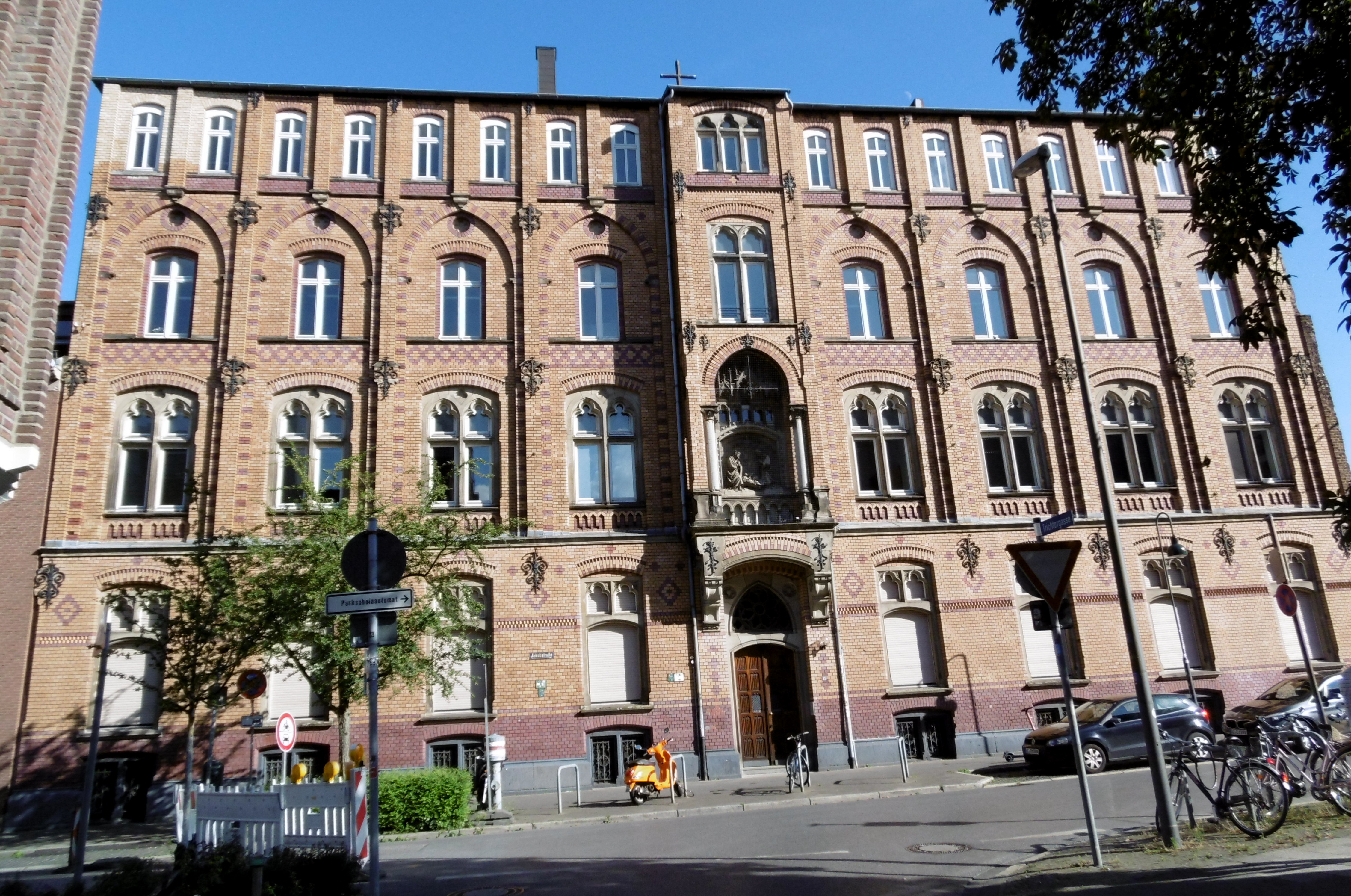
Erstes Mutterhaus des Ordens im ehemaligen Dominikanerkloster (2020)

Die Schwestern vom armen Kinde Jesus (Ordenskürzel: PIJ Congregatio Pauperis Infantis Jesu) ist ein katholischer Orden, der am 2. Februar 1844 auf Initiative von Clara Fey in Aachen gegründet wurde. Er entwickelte sich aus einer von ihr organisierten privaten Armenschule, die sowohl der damaligen Verarmung und Verwahrlosung zahlreicher Kinder als auch der weit verbreiteten Kinderarbeit entgegenwirken wollte. Der Orden hatte sein erstes Mutterhaus im ehemaligen Dominikanerkloster Aachen in der dortigen Jakobstraße und verlegte im Jahr 1878 als Folge des Kulturkampfes seinen Sitz in das niederländische Simpelveld, wo sich bis 2012 das Generalmutterhaus befand, bevor es nach Aachen-Burtscheid zurückverlegt wurde.
Dem Orden gehören derzeit noch fast 500 Schwestern in 61 Konventen an. Er wird von der Generaloberin und ihrem Rat geleitet und gliedert sich in unabhängige Provinzen mit mehreren Niederlassungen oder Kommunitäten sowie abhängige Regionen, welche entweder den Provinzen oder direkt dem Mutterhaus unterstellt sind. Der Orden setzt sich für schulische und außerschulische Bildungsarbeit, für Sozialarbeit und Krankenpflege sowie für die geistliche Begleitung in allen Lebenslagen ein.
Das Leitmotiv des Ordens lautet manete in me – „bleibt in mir“ (Joh 15,4 ).

## Vorgeschichte und Anfangsjahre
Ebenso wie in vielen anderen Städten machten sich auch in Aachen die Folgen der Frühindustrialisierung bemerkbar. Die Mechanisierung sowohl der in Aachen vorherrschenden Tuch- und Nadelindustrie als auch des Bergbaus führte in vielen der schlecht verdienenden Arbeiterfamilien zu bedrückenden Zuständen: Kinderarbeit zur Ergänzung des Familieneinkommens in den Fabriken oder Bergwerken von mehr als zehn Stunden war üblich, die Arbeitsbedingungen in nicht geheizten Hallen waren unmenschlich und die Behausungen der Arbeiter waren mangels eigener Ersparnisse heruntergekommen.

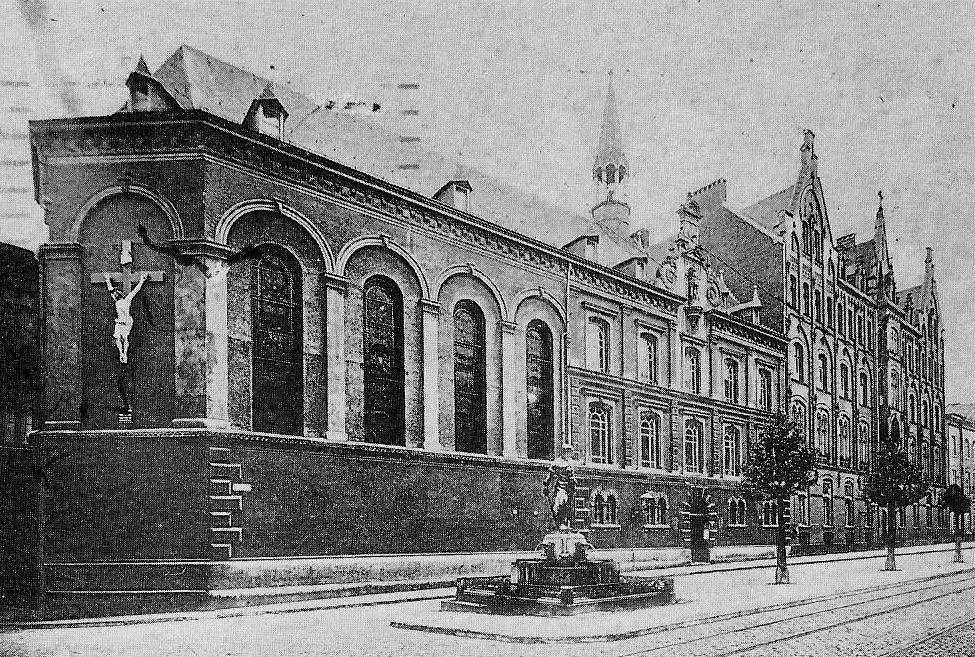
Kloster der Schwestern vom armen Kinde Jesu mit der Kind-Jesus-Kapelle um 1910 (rechts das ehemalige Dominikanerkloster, vorne das 1909 erbaute Denkmal Wehrhafter Schmied)

Schon früh befasste sich Clara Fey, selbst Tochter eines wohlhabenden Tuchfabrikanten und geprägt durch ihre Lehrerin, die Dichterin Luise Hensel, mit dem Schicksal der Waisenkinder und der Kinder armer Eltern, deren Anzahl mit dem Wachstum der Industriearbeiterschaft auch in ihrer Heimatstadt ständig zunahm. Unterstützt unter anderem von ihrem Bruder Andreas Fey (1806–1887), seit 1830 Kaplan an der Klosterkirche der Dominikaner, St. Paul in Aachen, wurde im Freundeskreis ihrer Familie und zusammen mit befreundeten Mitschülerinnen im Rahmen regelmäßiger Sonntagsgespräche immer wieder über Maßnahmen diskutiert, wie den vernachlässigten Kindern zu helfen sei. Konkret wurden die Überlegungen, nachdem Clara Fey 1830 ihre Ausbildung an St. Leonhard beendet hatte. So mietete sie zusammen mit Leocadia Startz (1819–1890), Wilhelmine Istas (1814–1893) und Louise Vossen (1806–1889) zunächst ein Zimmer an und richtete dort ein „Schülchen“ ein, aus dem mit Wirkung vom 3. Februar 1837 die erste Aachener Armenschule entstand. Die Arbeit mit den Kindern zeigte jedoch, dass die mühsam errungenen Erfolge zunichtegemacht wurden, wenn die Kinder abends in das häusliche Milieu zurückkehren mussten. Deshalb mieteten die vier Frauen drei Jahre später ein Haus an, wo die am meisten gefährdeten Kinder wohnen und rund um die Uhr betreut werden konnten. Ab 1842 konnten dann mit Genehmigung des amtierenden Oberbürgermeisters Edmund Emundts das ehemalige Dominikanerkloster Aachen sowie das benachbarte vormalige Weißfrauen- bzw. Cölesterinnenkloster Aachen, das von 1802 bis zur Übernahme als Wolllager des Tuchfabrikanten Ignaz van Houtem genutzt wurde, übernommen werden. Neben den karitativen und sozialen Aufgaben stellten die Frauen ihr Projekt auf eine spirituelle christlich-katholische Grundlage, über die sie sich selbst definieren konnten.
Schließlich gründete Clara Fey zusammen mit ihren zuvor genannten Freundinnen am 2. Februar 1844 den Orden der „Schwestern vom armen Kinde Jesus“. Ihnen zur Seite standen dabei unter anderem Clara Feys Bruder Andreas, der Pfarrer Wilhelm Sartorius, später Vorsitzender des Verwaltungsrates des Kindermissionswerks „Die Sternsinger“, der aus seiner Diözese in Luxemburg vertriebene Bischof Johannes Theodor Laurent sowie der Oberpfarrer und Gründer des Aachener Priesterkreises, Leonhard Aloys Joseph Nellessen.
Der Orden stellte sich zur Aufgabe, im Besonderen den bedürftigen Kindern und Jugendlichen durch die Möglichkeit einer schulischen Ausbildung und durch soziale Unterstützung zur Seite zu stehen. Im Jahr 1845 wurden die Statuten des Ordens beim zuständigen Erzbischof von Köln, Johannes Kardinal von Geissel zur Genehmigung vorgelegt, der 1848 der neuen Kongregation zustimmte. Mit Wirkung vom 14. September 1848 richtete diese sodann ihr erstes Generalat in der Aachener Jakobstraße ein. Seitdem tragen die Schwestern die Ordenskleidung, bestehend aus einem schwarzen Habit als Zeichen der Buße und darüber das weiße Skapulier der Dominikaner, da Clara Fey ihr Werk unter den Schutz des heiligen Dominikus gestellt hatte. Im Jahr 1850 konnten die ersten neuen Schwestern das Gelübde ablegen und Clara Fey wurde zur Generaloberin gewählt.
Der junge Orden wuchs schnell. 1852 hatten sich ihm bereits 84 Frauen angeschlossen, 1862 zählt er schon 300 Schwestern. Am 12. Mai 1869 wurde der Orden der „Schwestern vom armen Kinde Jesus“ von Papst Pius IX. als „Ordensgemeinschaft päpstlichen Rechts“ anerkannt und sein Nachfolger Leo XIII. bestätigte 1888 die an die Augustinusregel angelehnten Konstitutionen des Ordens.

### Die Ordensgründerinnen

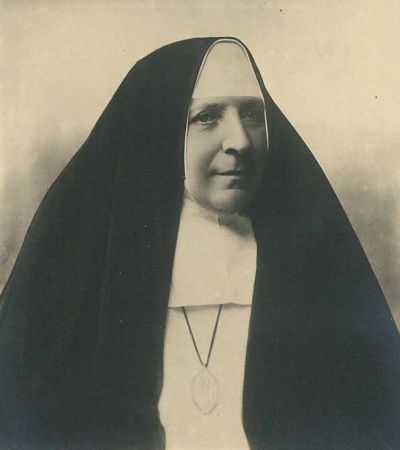
Clara Fey
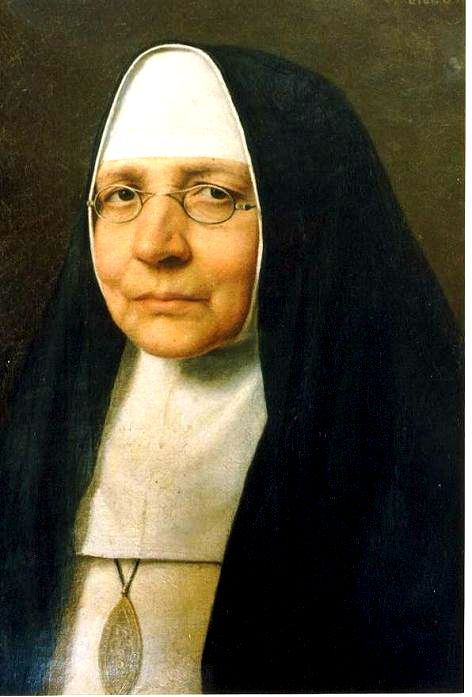
Mutter Theresia – Leocadia Startz
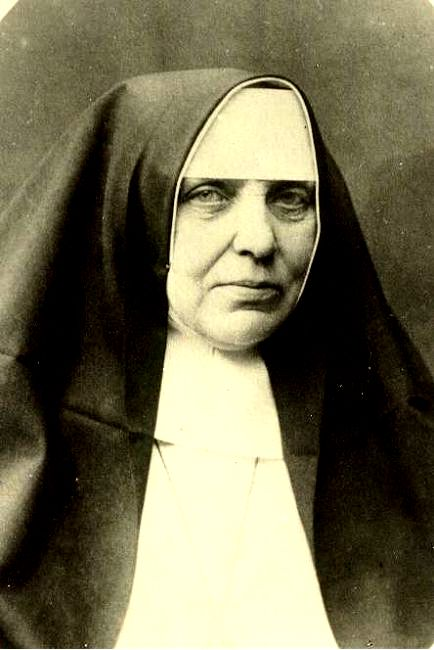
Mutter Dominika – Wilhelmine Istas
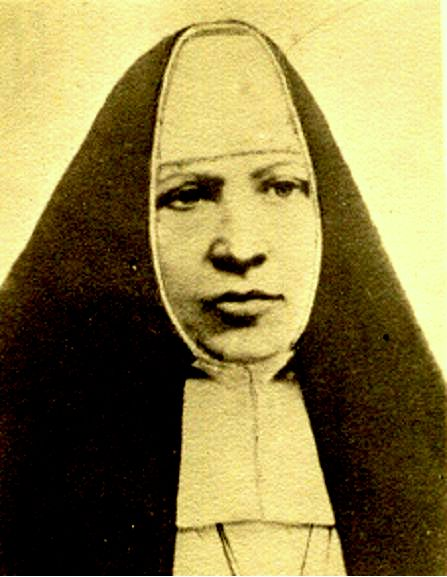
Mutter Aloysia – Louise Vossen

### Förderer und Begleiter ihrer Neugründung

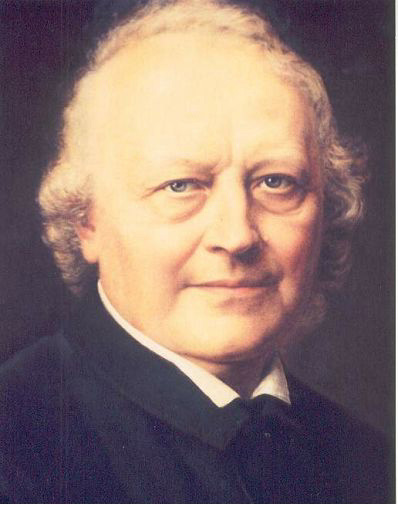
Andreas Fey
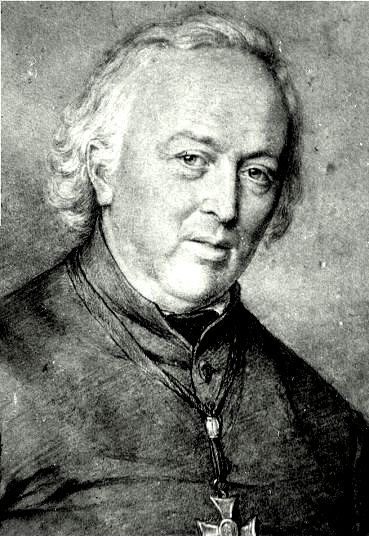
Pastor Sartorius
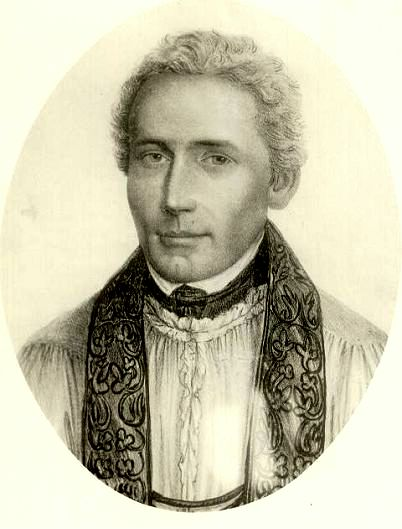
Kaplan Istas
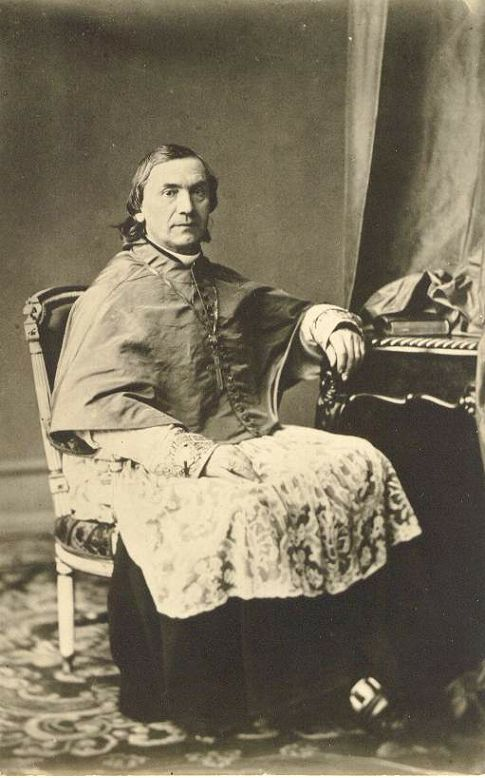
Bischof Laurent

## Zeit des Kulturkampfes
Bis zum Beginn des Kulturkampfes im Jahr 1872 lebten rund 600 Schwestern in 27 Niederlassungen des Ordens in Preußen. Hinzu kamen auch Häuser in Österreich und Luxemburg. Die Tätigkeit der Schwestern, in Form sowohl von Gründungen als auch Mitarbeit in bestehenden Institutionen, erweiterte sich von Diensten in Schulen und Internaten hin zu Waisenhäusern, Kindergärten, Handelsschulen, Frauenfachschulen und anderen Instituten zur Betreuung, vor allem der weiblichen Jugend. Darüber hinaus betrieben die Schwestern eine weltweit anerkannte Klosterwerkstatt für Paramente. Dabei wurden sie in der Gestaltung von Mustern und in den Bearbeitungstechniken alter Messgewänder durch den Aachener Kanonikus und Kunsthistoriker Franz Bock ausführlich eingewiesen, welcher ihnen durch seine zahlreichen Kontakte auch umfangreiche Arbeitsaufträge vermittelte.
Im Rahmen des von Otto von Bismarck forcierten Kulturkampfes wurde nun auf Grund gesetzlicher Regelungen die geistliche Schulaufsicht durch die staatliche preußische Schulaufsicht ersetzt und den kirchlichen Einrichtungen wurden mit dem Brotkorbgesetz die staatlichen Zuwendungen entzogen. Schließlich mussten nach Erlass des Klostergesetzes 1875, welches die Klostergenossenschaften in Preußen auflöste, mit Ausnahme derjenigen, die sich mit Krankenpflege beschäftigten, auch alle Niederlassungen der Schwestern vom armen Kinde Jesus bis auf eine in Aachen-Burtscheid, die sich der Pflege erkrankter Ordensangehöriger widmete, geschlossen werden. Dagegen wurden sieben Niederlassungen unter anderen in England, Frankreich, Belgien und den Niederlanden neu gegründet, wobei Clara Fey selbst 1878 als Verbannte im niederländischen Simpelveld ein neues Mutterhaus, genannt „Haus Loreto“ gründete, das nach Plänen des dem Aachener Architekten Hermann Josef Hürth erbaut wurde.
Nach dem Ende des Kulturkampfes im Jahr 1887 kehrte ein Teil der Ordensschwestern nach Preußen zurück. Sie konnten in den nächsten Jahren fünf Ordenshäuser wiedereröffnen. Clara Fey selbst blieb in Simpelveld und wurde 1888 erneut zur Generaloberin gewählt. Dort verstarb sie am 8. Mai 1894 und wurde zunächst im Haus Loreto zu Grabe getragen, bevor sie 2012 in die Domgruft des Aachener Doms und schließlich 2018 anlässlich ihrer Seligsprechung in die Kind-Jesu-Kapelle des ehemaligen Mutterhauses in der Jakobstraße überführt wurde.

## Weiterentwicklung

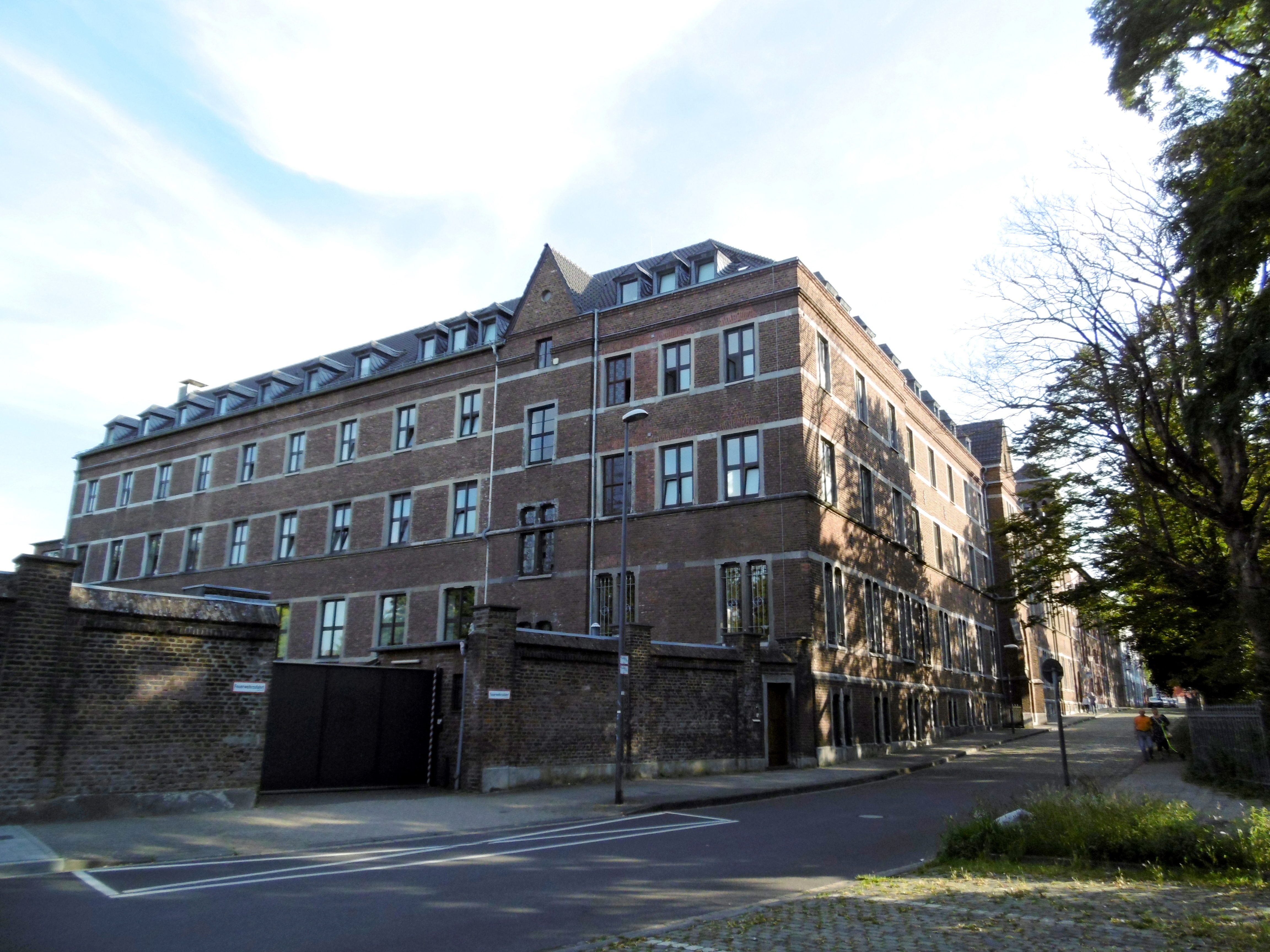
Kommunität Aachen-Burtscheid und heutiges Mutterhaus der deutschen Niederlassungen

Die Kongregation zählte bei Clara Feys Tod bereits 1160 Mitglieder und sie begann, innerhalb und außerhalb Europas zu expandieren. Im Laufe der nächsten Jahrzehnte entstanden Niederlassungen unter anderem in Lettland (seit 1927), in Indonesien, Kolumbien und Kasachstan sowie seit kurzem in Peru.
Die Niederlassungen in Westeuropa sowie den USA verzeichnen einen zahlenmäßigen Rückgang der Ordensberufungen sowie eine Überalterung der Gemeinschaften, während die Kongregation in Kolumbien und Indonesien anwächst. In den deutschen Niederlassungen, die von Aachen-Burtscheid aus geleitet werden, leben aktuell insgesamt rund 80 „Schwestern vom armen Kinde Jesus“. Das ehemalige Mutterhaus mit der Kind-Jesu-Kapelle in der Jakobstraße ist seit 1989 Im Besitz des Bistums Aachen und wird nur noch von einem kleinen Schwesterkonvent bewohnt, der sich um die dortigen Liegenschaften kümmert. Bis 1989 fanden die Schwestern ihre letzte Ruhestätte in einem Gräberfeld auf dem Aachener Ostfriedhof, das zu den größeren Feldern zählt und wo mehr als 350 Ordensangehörige begraben wurden.

### Kind-Jesu-Kapelle
Nach der Übernahme des ehemaligen Weißfrauen- bzw. Cölesterinnenklosters durch den Orden der Kind-Jesu-Schwestern wurden deren Gebäude wegen Baufälligkeit weitestgehend niedergerissen und durch Neubauten ersetzt. Nach der Rückkehr der Schwestern aus dem Exil musste im Jahr 1891 die Kapelle umgebaut werden, wobei von dem alten Bau nur der innere Kern erhalten geblieben ist. In der nördlichen Außenwand wurden vier schlanke hochgezogene Rundbogenfenster eingelassen, wogegen die Chormauern und die Südwand trotz eingebauter Fensternischen fensterlos geblieben sind. Das Innere war einschiffig mit einem sechseckigen Altarraum. Die ebenfalls fensterlose Ostseite für den Altarraum war an ihrer Außenwand mit einem großen Kreuz geschmückt. An das alte Weißfrauenkloster erinnert lediglich eine in die Südmauer eingelassene Rundbogentür, auf deren Schlussstein das Wappen des Aachener Schöffengeschlechts von Hartman sowie die Jahreszahl 1691 eingraviert ist. Ebenso fand sich bei späteren Grabungsarbeiten eine Grabplatte der im alten Kloster begrabenen Elisabeth von Woestenrath, die in die Mauer des Kreuzgangs eingelassen wurde. Unter dem Chor der Kirche befand sich die erhalten gebliebene Gruft der Weißfrauen und unter dem ehemaligen unteren Chor die der Cölestinen. Zahlreiche kleinere Marmorplatten mit Dankesworten für Gebetserhörungen waren als Vertäfelung an den Innenwänden angebracht.
Die Kind-Jesu-Kapelle wurde im Zweiten Weltkrieg durch Bombentreffer schwer beschädigt und lediglich die Apsismauer mit dem Kreuz blieb erhalten. Beim Wiederaufbau der Kapelle im Jahr 1954 im modernen Stil der Nachkriegszeit durch den Architekten Hermann Kremers wurde dieses Kreuz in den Altarraum angebracht. Um einen angemessenen Raum für die endgültige Bestattung der Ordensgründerin zu schaffen, wurde im Jahr 2017 der Innenraum der Kapelle neu gestaltet. Dabei verblieb der Vorraum als Ort der Marienverehrung, dem sich der Raum des Reliquiarschreins von Clara Fey anschließt, der mit einem den Schrein umgebenden Stelenfeld für die Lebensbeschreibung und mit einem Bildnis der Ordensgründerin ausgestattet ist. Das weiß getünchte Kirchenschiff ist lichtdurchflutet und wurde mit modernem Kirchenmobiliar sparsam ausgestattet.

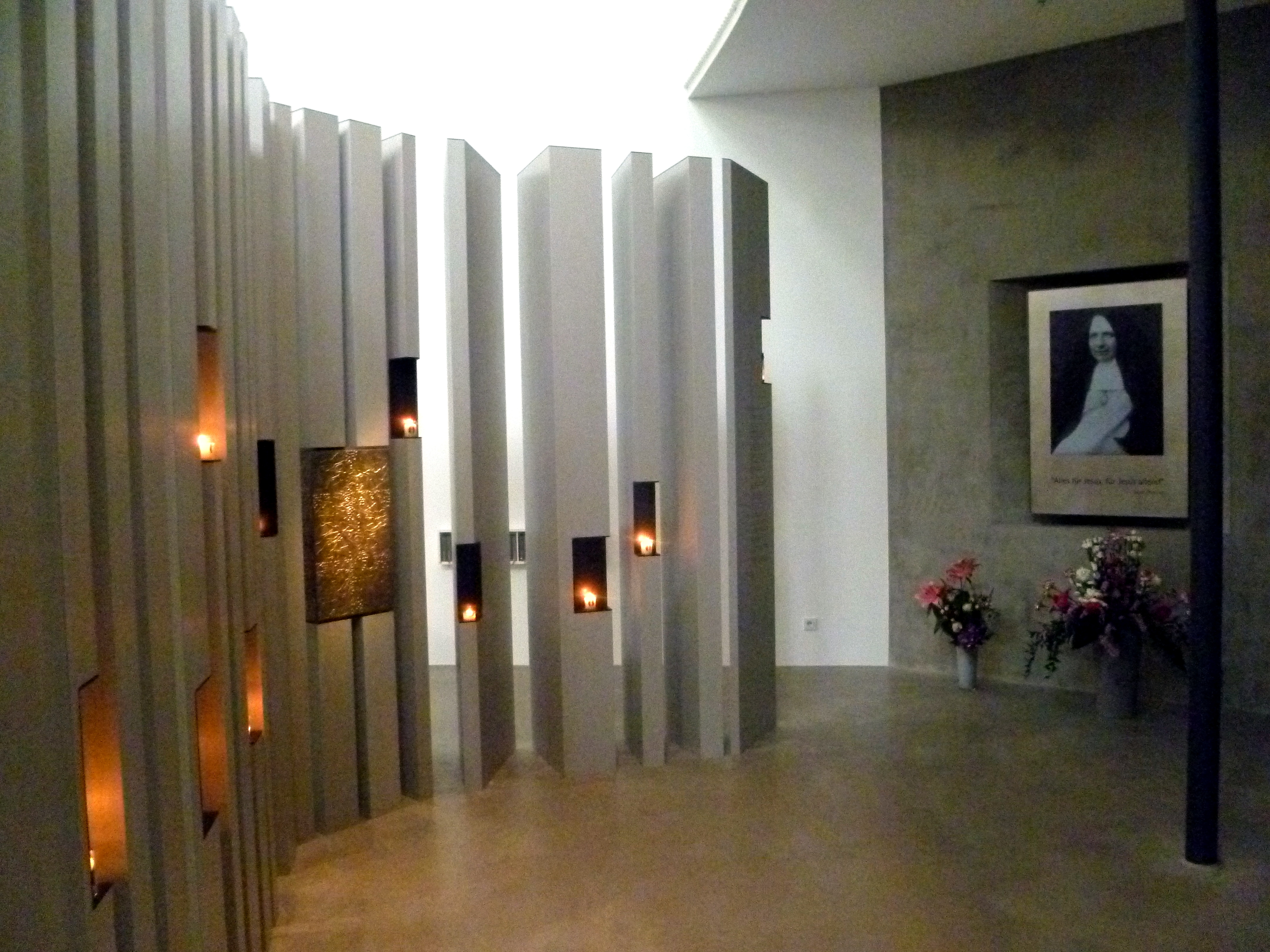
Letzte Ruhestätte Clara Feys
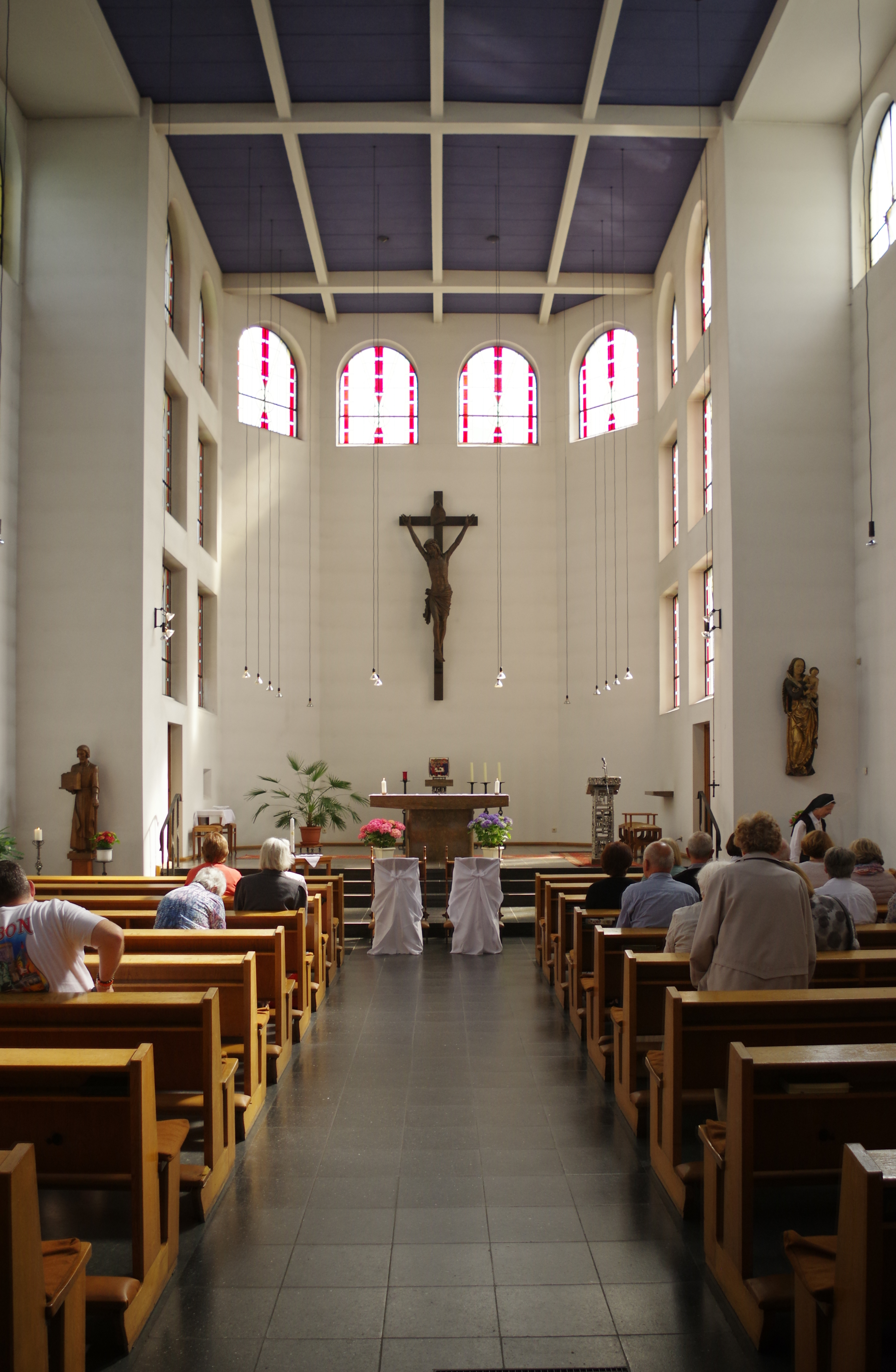
Kirchenschiff mit dem Kreuz von der ehemaligen Außenfassade
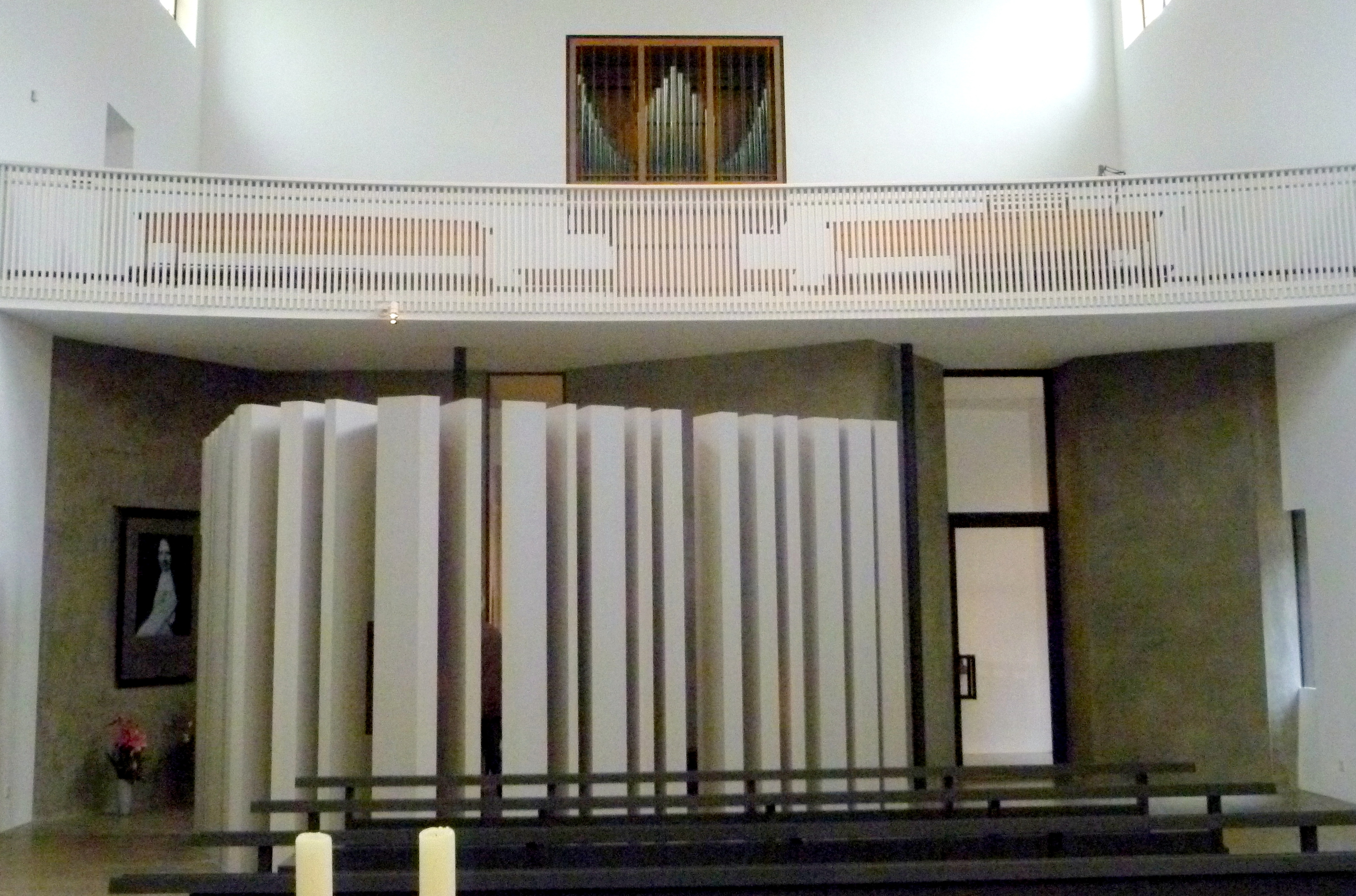
Stelenraum mit Orgelempore